# Chiesa di Nostra Signora Inter Montes
La chiesa di Nostra Signora Inter Montes è un edificio religioso situato a Ittireddu, centro abitato della Sardegna centrale. Consacrata al culto cattolico, è sede dell'omonima parrocchia e fa parte della diocesi di Ozieri.

## Storia
Scarne sono le fonti circa le origini della chiesa, una leggenda racconta che una statua raffigurante la Madonna fosse stata trovata da tre pastori nella valle chiamata "Badde Tuva ai piedi di tre montagne, simolacro poi conservato sull'altare della nuova chiesa, da questo parrebbe fu tratto il suo nome inter montes.
Il documento più antico che fa riferimento alla parrocchia è un atto di battesimo, redatto in lingua latina, risalente all'11 febbraio 1678. La chiesa conserva una statua lignea del XVII secolo e tre sculture di fine Ottocento realizzate dallo scultore Giuseppe Sartorio.

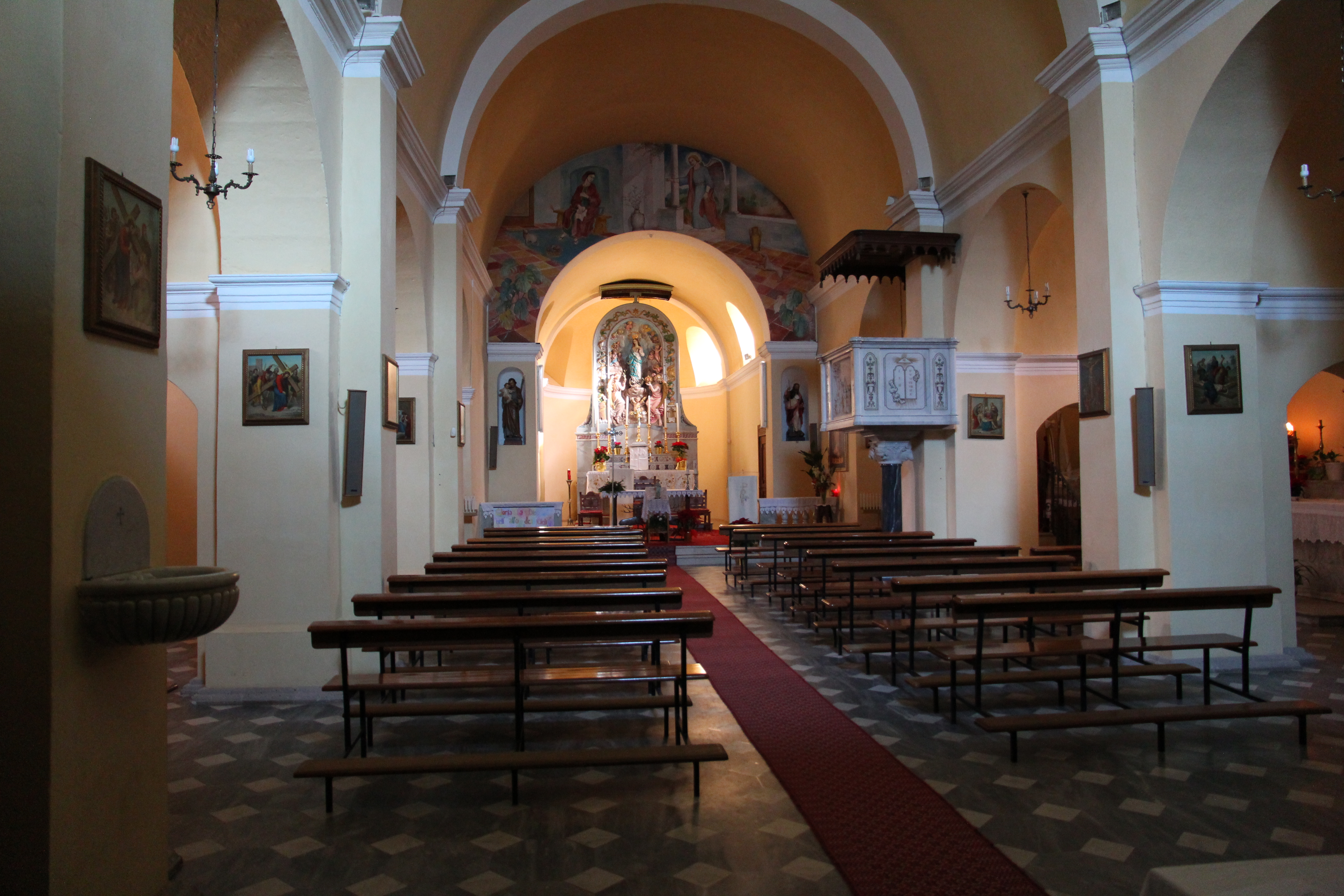
Interno

## Descrizione
La chiesa è anticipata da un ampio sagrato ed è accessibile da tre gradini. La facciata dalle linei sobrie é terminante dalla trabeazione aggittante che definisce il tetto a capanna. Presenta un unico accesso centrale anche questo avente sulla parte superiore una trabeazione copia di minure inferiori a quella posta sulla sommità.